# Petipa (cràter)

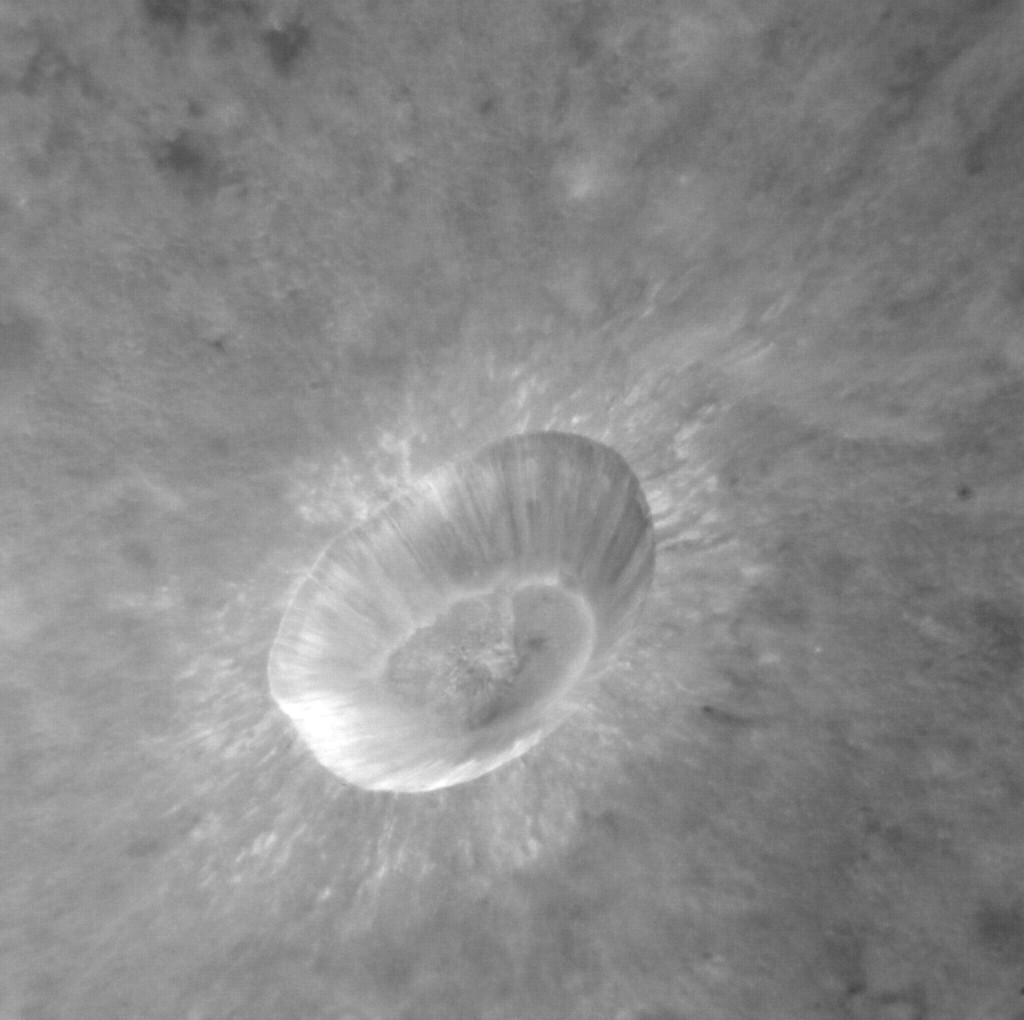
Fotografia del cràter Petipa realitzada des de la sonda espacial Messenger.

Petipa és un cràter d'impacte en el planeta Mercuri de 12 km de diàmetre. Porta el nom del coreògraf i ballarí rus-francès Marius Petipa (1818-1910), i el seu nom va ser aprovat per la Unió Astronòmica Internacional el 2012.